# Udruženje izdavača i knjižara Srbije
Udruženje izdavača i knjižara Srbije (UIKS) je udruženje izdavača i knjižara u Srbiji. Udruženje ima 140 članova, koji su reprezentativni predstavnici struke. Objedinjuju kako produkciju iz oblasti književnosti, dečije literature, stripa, izdavanja udžbenika, tako i usko specijalizovanih stručnih izdanja iz ekonomije, prava, politike, istorije i drugih nauka.
Predsenik UIKS-a je Dejan Papić, vlasnik izdavačkog preduzeća Laguna iz Beograda. Predsednik skupštine UIKS-a je Borislav Pantić, direktor i vlasnik izdavačke kuće Čarobna knjiga iz Novog Sada.

## Istorijat
Udruženje izdavača i knjižara Srbije je nastalo 2011. godine spajanjem dva udruženja: Srpskog udruženja izdavača i knjižara i Udruženje izdavača Srbije.

## Članovi
- Admiral books
- Agora
- AKIA Mali Princ
- Alba Graeca
- Albatros plus
- Aletea
- Algoritam
- Alma
- Altera
- Arete
- Arka
- Ars Libri
- Artist
- Atos
- Babun
- BDR media
- Begen comerc
- Beli put
- Beobook
- Beogradska knjiga
- Beopolis
- Beosing
- Besna kobila
- Biblioteka grada Beograda
- BIGZ
- Bookbridge
- Bookland
- Čarobna knjiga
- Catena mundi
- CET
- Darkwood
- Data status
- Dedić
- Delfi knjižare
- Dereta
- Dibidus
- Didakta
- Dobra knjiga
- Dokaz izdavaštvo
- Dosije studio
- Duhovni lug
- Edicija
- Eduka
- Enco book
- Esotheria/ Soulfood
- Evro book
- Feniks Libris
- Finesa
- Fondacija Grupa sever
- Ganeša klub
- Gerundijum
- Globosino Aleksandrija
- Glosarijum
- Građevinska knjiga
- Gradska biblioteka u Novom Sadu
- Gramatik
- Heliks
- Hera edu
- IND media publishing
- Indigo
- Intersistem
- IP BOOK
- IPC Media
- Itaka
- Jasen
- Join in
- Jovan
- JRJ
- Kairos
- Kamelia
- Klett
- Knjiga komerc
- Knjižara Giunti
- Knjižara So
- Književna opština Vršac
- Komiko
- Kontrast izdavaštvo
- Kornet
- Kreativni centar
- Kuća knjige
- Laguna
- Legenda
- Lento
- Leo commerc
- Libreto
- Ljubitelji knjige
- Logos-art
- LOM
- M&G Dakta
- Malac
- Mali vrt
- Marso
- Mediterran Publishing
- Megatrend Univerzitet
- Miba books
- Mirko knjiga
- Miroslav
- Mladinska knjiga
- NNK International
- Nota
- Novi logos
- Novosti
- Orpheus
- Otvorena knjiga
- Oxford centar
- Paladin
- Pan knjiga
- Partenon
- Pčelica
- Pi press
- Plavi jahač
- Portalibris
- Pravoslavna reč
- Prometej
- Propolis books
- Prosveta
- Psihopolis institut
- Sezam book
- Sigma
- Signature
- Sil books
- Škola plus
- Službeni glasnik
- SPKD Prosvjeta Austrija
- Srpska književna zadruga
- Studio Bečkerek
- Stylos Art
- Tanesi
- Tardis
- Tema
- Tiski cvet
- Trio
- Udruženje „Sedmica“ Frankfurt
- Udruženje izdavača i knjižara Vojvodine
- Ukronija
- Ultimatum.rs
- Urban reads
- Utopija
- Valera
- Vega media
- Velarta
- Veseli četvrtak
- Vesmark
- Vukotić media
- Zavod za udžbenike
- Zmaj

## Spoljašnje veze
- Zvanični sajt Udruženja izdavača i knjižara Srbije